# Корушко питање
Корушко питање је проблем угњетавања и германизације словенског становништва (словеначке мањине) Корушке коју су спроводили већински Аустријанци. Они су након распада Аустроугарске уз помоћ великих сила укључили Корушку (део Корушке у којем је преовладало становништво немачког порекла) у састав новостворене Републике Аустрије. Питање је нарочито постало актуелно доласком либералних десничара на власт у Корушкој крајем 20. века.

## Историјска подлога корушког питања
Корушка је као средишњи део кнежевине Карантаније од V века насељена искључиво Словенима, пред којима се локално романско становништво повукло. Уласком Карантаније у Баварску 745. године и њеним укључењем у Франачку локално словенско становништво потпада под франачку власт. Током миленијумске германске владавине етничка структура Корушке је промењена германизацијом локалног становништва и досељавањем немачког становништва. Тако је Корушка још у раном средњом веку добила већинско становништво немачког порекла.
Распадом Аустроугарске крајем 1918. године на целом подручју некадашње монархије настају мутна времена у којима државе настају и нестају у року од само неколико месеци. Користећи се таквом ситуацијом новостворене словеначке трупе запоселе су крајеве Корушке. Међутим, настао је отпор већинског становништва немачког порекла, коме су се придружили остаци бивше аустроугарске војске. словеначке трупе бивају побеђене и протеране из Корушке. После пораза словеначких трупа Војска Краљевине Србије, верујући у нову заједничку државу са Словенцима, кренула је у њихову помоћ и запосела јужну Корушку.

## Корушки плебисцит
Одлукама мировног уговора у Сен Жермену под тачкама 49. и 50. одлучено је да се у јужном делу Корушке обави плебисцит, док је северни део припао Аустрији. У самој Корушкој је током 1919. године вођен рат који је окончан тек када је под притиском великих сила склопљено примирје, са тим да се судбина јужног дела Корушке одлучи плебисцитом.
Површина Корушке у том трену износила је 9.534 2, од чега је јужну тј. плебисцитарну Корушку чинило свега 2.120 km² и у њој је око 60% било словеначко становништво. Јужна Корушка је подељена на две зоне
- Зона А (1.768 km²)
- Зона Б (352 km²)

Прво је требало да Избори буду изведени у зони А, а 15 дана касније у зони Б без обзира на исход гласања у зони А. Избори у зони А обављени су 10. октобра 1920. године и на њима је становништво већински гласало да се зона прикључи новоствореној Републици Аустрији, након чега избори у зони Б нису ни одржани и она је потпала под аустријску власт. Након избора и прикључења новоствореној Републици Аустрији положај локалног словеначког становништва додатно се погоршао, поготово положај оних који су активно учествовали у кампањи за прикључење Краљевини СХС.
| Корушки плебисцит | Република Аустрија | Краљевина СХС |
| Укупно            | 22.025             | 15.278        |
| Процентуално      | око 60%            | око 40%       |
| ----------------- | ------------------ | ------------- |

У току кампање за плебисцит словеначки представници (ван Корушке) нису узели толиког учешћа, за разлику од аустријских представника, док ангажованост званичног Београда (у логистичкој и финансијској подршци) практично и није постојала, првенствено због заузетости многим другим нерешеним питањима о разграничењу са суседним државама као што су Краљевина Италија и Република Мађарска. Поред слабе подршке која је добијена из главног града матице Словеније, један од пресудних фактора победе Републике Аустрије на плебисциту било је и отворено залагање за припајање Корушке Аустрији и помоћ коју су на том плану пружили представници Француске и Уједињеног Краљевства у плебисцитној комисији, као и безрезервно подршка коју је истој ствари пружао представник Краљевине Италије остајући доследан политици своје државе која је у то време на све начине покушавала да ослаби Краљевину СХС не би ли се докопала територија на источном Јадрану које су јој, противно жељама Краљевине Србије и локалног словеначког живља, обећане Лондонским уговором.

## Корушко питање данас
Стање словеначког становништва у Аустрији односно Корушкој наводно се погоршало крајем XX века када власт у Корушкој преузимају либерални десничари предвођени Јергом Хајдером. Иако је ЕУ санкцијама приморала Хајдера да напусти место аустријског вице-канцелара (потпредседника владе Аустрије), то није био крај политичке каријере његове странке и њега самог. После победе на локалним изборима његови „слободарци“ преузимају власт у Корушкој, а сам Хајдер постаје председник Савезне Покрајине Корушке, након чега се, по словеначкој аргументацији, погоршава положај локалног словенског (словеначког) становништва. Ово се, између осталог, огледа и у чињеници да локална власт још увек није отпочела постављање двојезичних табли са именима градова и села у Корушкој, иако је врховни суд Републике Аустрије донео одлуку да је њихово постављање у складу са Уставом и да локална власт мора да, у складу са европским стандардима, постави такве табле. Непоштовање одлуке врховног суда Аустрије, све чешће је предмет дипломатских протеста владе Републике Словеније и катализатор честих дипломатских расправа између две државе. Аустријанци су као против меру поново актуелизовали случај Холмец у покушају да ослабе дипломатску позицију Републике Словеније, након чега се и јавност у Србији заинтересовала за њега, по први пут након 15 година.